# Déspina Vandí
 (mars 2025).
Si vous disposez d'ouvrages ou d'articles de référence ou si vous connaissez des sites web de qualité traitant du thème abordé ici, merci de compléter l'article en donnant les références utiles à sa vérifiabilité et en les liant à la section « Notes et références ».
Déspina Vandí (en grec : Δέσποινα Βανδή ; née Déspina Maléa (Δέσποινα Μαλέα), le 22 juillet 1969, à Tübingen, en ex-Allemagne de l'Ouest), est une chanteuse grecque très célèbre dans son pays et à Chypre. Certains de ses titres rencontrent un succès international.

## Biographie

### Jeunesse
Bien qu'étant originaire de Kavála, en Grèce, la famille de Déspina Vandí a vécu en Allemagne. Elle est revenue vivre en Grèce lorsque Déspina avait six ans. Par conséquent, Déspina n'a jamais su parler allemand. Elle a une sœur et un frère plus âgés qu’elle. Tout en rêvant de devenir actrice ou chanteuse, Déspina a fait des études de psychologie et de philosophie à l'université Aristote de Thessalonique, pour devenir enseignante. Quand elle commence à chanter, elle prend le pseudonyme Déspina Vandí pour cacher à ses parents qu'elle chantait.

### Carrière
Déspina Vandí connait un grand succès dès son premier album. Sa popularité en Grèce se confirme en 1997, à la sortie de son album Déka Edoles. Le compositeur grec Phoebus, compositeur à succès, écrit les chansons de cet album. Depuis ce succès, elle poursuit sa collaboration avec Phoebus, et connaît une grande célébrité en Grèce et dans les pays voisins. Certains de ces titres rencontrent un succès international notamment le single Gia joué en discothèques et diffusé dans diverses compilations (Buddha Bar), mais également les singles Ópa ópa et Come Along Now.
Un documentaire américain sur Discovery Channel intitulé Europe's Richest People (litt. : « Les personnes les plus riches en Europe ») estime que la fortune du couple Déspina Vandí et Demis Nikolaidis excédait dix millions d'euros en 2003.
En 2008, Déspina chante sur le single Destiny extrait du nouvel album Sehnsucht (Longing) du compositeur allemand Schiller. Fin 2008, Déspina commence sa tournée en Grèce pour l'album 10 chrónia mazí. Le 10, 11 et 12 octobre 2008, elle fait trois concerts à guichets fermés à Melbourne, Sydney et Adelaide, en Australie. Du 15 au 24 mai 2009, elle fait une tournée aux États-Unis et au Canada. En juin 2009, elle réalise une chanson, Iparhi Zoi, jouée aux MAD Video Music Awards. Elle sort un album intitulé C'est la vie, en 2010. En 2012, elle sort un album intitulé Allaksa.

### Vie personnelle
Déspina Vandí épouse Démis Nikolaïdis, ancien joueur de football, président du club AEK Athènes FC, avec lequel elle a eu deux enfants : une fille, Melína, née en 2003, et un fils, Yórgos, né en août 2007.
Le 18 août 2008, Déspina Vandí est victime d'un accident de voiture dans l'avenue Kifissías à Kephissia, en Grèce. Le Porsche Cayenne conduit par son chauffeur a glissé sur une flaque d'huile et s'est encastrée dans un camion-citerne. Despina Vandi est extraite de son véhicule détruit, et transportée par ambulance à l'hôpital à Athènes, puis transférée dans une clinique privée. Elle  une blessure à la tête et on lui fait des points de sutures. Les médias grecs qualifient de miracle qu'elle n'ait subi que des blessures mineures alors que son véhicule était méconnaissable.

## Discographie

### Albums studio
- 1994 : Yéla mou (Γέλα μου, parfois écrit Gela mou)
- 1996 : Eséna periméno  (Εσένα περιμένω)
- 1997 : Déka Endolés (Δέκα εντολές ) (2x disque de platine)
- 1999 : Profitíes (Προφητείες) (déjà disque d'or le jour de sa sortie, 3x disque de platine finalement)
- 2001 : Yá - Γειά, parfois écrit Gia) (4x disque de platine en 11 jours)
- 2002 :Gia Collector's Edition
- 2004 :Stin avlí tou paradísou (Στην αυλή του παραδείσου) (2x disque de platine)
- 2005 :Stin avlí tou paradísou - Special Edition
- 2007 :Déka chrónia mazí (Δέκα χρόνια μαζί) (disque de platine en une semaine)
- 2010 :C'est la vie
- 2012 :Allaksa (2x disque de platine)

### Singles
- 1997 : Spánia (Σπάνια) (disque de platine)
- 2000 : Ypoféro (Υποφέρω) (6x disque de platine)
- 2002 : Ánte yá (Άντε γειά
- 2003 : Yá (Γειά, parfois écrit Gia) (disque d'or)
- 2004 : Opa Opa
- 2004 : Come Along Now (disque de platine)
- 2006 : Jambi
- 2006 : Kálanda (Κάλαντα), (2x disque de platine)

### Compilations
- The Best of
- Gia Collector’s Edition
- Live
- Τα λαϊκά της Δέσποινας (Ta laïka tis Despinas)
- Despina Vandi Ballads
- Despina Vandi
- Stin avlí tou paradísou Special Edition